# Euroliga de la FIBA 1998-99
La cuadragésimo segunda edición de la Copa de Europa de Baloncesto, denominada desde dos años antes Euroliga de la FIBA, fue ganada por el conjunto lituano del Žalgiris, consiguiendo su primer título, derrotando en la final al campeón de la edición anterior, la Kinder Bologna. La Final Four se disputó en el Olympiahalle de Munich.

## Primera ronda
|    | Equipo          | Par. | G | P | PF  | PC  | Dif. |
| -- | --------------- | ---- | - | - | --- | --- | ---- |
| 1. | Žalgiris        | 10   | 8 | 2 | 801 | 753 | +48  |
| 2. | Fenerbahçe      | 10   | 6 | 4 | 777 | 756 | +21  |
| 3. | Pau-Orthez      | 10   | 5 | 5 | 751 | 731 | +20  |
| 4. | Tau Cerámica    | 10   | 5 | 5 | 778 | 777 | +1   |
| 5. | Varese Roosters | 10   | 4 | 6 | 802 | 811 | -9   |
| 6. | Avtodor Saratov | 10   | 2 | 8 | 732 | 813 | -81  |

|    | Equipo        | Par. | G  | P | PF  | PC  | Dif. |
| -- | ------------- | ---- | -- | - | --- | --- | ---- |
| 1. | Panathinaikos | 10   | 10 | 0 | 750 | 628 | +122 |
| 2. | Efes Pilsen   | 10   | 7  | 3 | 710 | 702 | +8   |
| 3. | Maccabi Elite | 10   | 4  | 6 | 690 | 688 | +2   |
| 4. | Cibona        | 10   | 4  | 6 | 678 | 712 | -34  |
| 5. | TDK Manresa   | 10   | 3  | 7 | 646 | 713 | -67  |
| 6. | Crvena zvezda | 10   | 2  | 8 | 695 | 726 | -31  |

|    | Equipo         | Par. | G | P | PF  | PC  | Dif. |
| -- | -------------- | ---- | - | - | --- | --- | ---- |
| 1. | Olympiacos     | 10   | 8 | 2 | 746 | 677 | +69  |
| 2. | Kinder Bologna | 10   | 7 | 3 | 676 | 587 | +89  |
| 3. | CSKA Moscú     | 10   | 5 | 5 | 752 | 739 | +13  |
| 4. | Ülker          | 10   | 4 | 6 | 675 | 726 | -51  |
| 5. | Zadar          | 10   | 3 | 7 | 660 | 717 | -57  |
| 6. | Alba Berlin    | 10   | 3 | 7 | 725 | 788 | -62  |

|    | Equipo             | Par. | G | P | PF  | PC  | Dif. |
| -- | ------------------ | ---- | - | - | --- | --- | ---- |
| 1. | Union Olimpija     | 10   | 7 | 3 | 702 | 649 | +53  |
| 2. | ASVEL              | 10   | 7 | 3 | 729 | 700 | +29  |
| 3. | Real Madrid        | 10   | 6 | 4 | 795 | 742 | +53  |
| 4. | Teamsystem Bologna | 10   | 5 | 5 | 676 | 639 | +37  |
| 5. | PAOK               | 10   | 4 | 6 | 722 | 738 | -16  |
| 6. | CSK VVS Samara     | 10   | 1 | 9 | 685 | 841 | -156 |

## Segunda ronda
(Los marcadores y clasificaciones de la primera ronda se acumulaban en la segunda)
|  | Los cuatro primeros de cada grupo clasificaban para Playoff |

|    | Equipo        | Par. | G  | P  | PF   | PC   | Dif. |
| -- | ------------- | ---- | -- | -- | ---- | ---- | ---- |
| 1. | Žalgiris      | 16   | 12 | 4  | 1259 | 1184 | +105 |
| 2. | Fenerbahçe    | 16   | 9  | 7  | 1209 | 1188 | +21  |
| 3. | Cibona        | 16   | 8  | 8  | 1114 | 1137 | -23  |
| 4. | Pau-Orthez    | 16   | 8  | 8  | 1173 | 1132 | +41  |
| 5. | TDK Manresa   | 16   | 5  | 11 | 1047 | 1141 | -94  |
| 6. | Crvena zvezda | 16   | 4  | 12 | 1122 | 1185 | -63  |

|    | Equipo          | Par. | G  | P  | PF   | PC   | Dif. |
| -- | --------------- | ---- | -- | -- | ---- | ---- | ---- |
| 1. | Panathinaikos   | 16   | 15 | 1  | 1211 | 1048 | +163 |
| 2. | Efes Pilsen     | 16   | 11 | 5  | 1166 | 1148 | +18  |
| 3. | Maccabi Elite   | 16   | 7  | 9  | 1225 | 1161 | +64  |
| 4. | Varese Roosters | 16   | 7  | 9  | 1253 | 1277 | -24  |
| 5. | Tau Cerámica    | 16   | 7  | 9  | 1208 | 1252 | -44  |
| 6. | Avtodor Saratov | 16   | 3  | 13 | 1190 | 1324 | -134 |

|    | Equipo             | Par. | G  | P  | PF   | PC   | Dif. |
| -- | ------------------ | ---- | -- | -- | ---- | ---- | ---- |
| 1. | Olympiacos         | 16   | 11 | 5  | 1160 | 1086 | +74  |
| 2. | Kinder Bologna     | 16   | 10 | 6  | 1099 | 974  | +125 |
| 3. | CSKA Moscow        | 16   | 10 | 6  | 1206 | 1155 | +51  |
| 4. | Teamsystem Bologna | 16   | 9  | 7  | 1100 | 1039 | +61  |
| 5. | PAOK               | 16   | 7  | 9  | 1128 | 1144 | -16  |
| 6. | CSK VVS Samara     | 16   | 1  | 15 | 1067 | 1326 | -259 |

|    | Equipo         | Par. | G  | P  | PF   | PC   | Dif. |
| -- | -------------- | ---- | -- | -- | ---- | ---- | ---- |
| 1. | Union Olimpija | 16   | 13 | 3  | 1142 | 1014 | +128 |
| 2. | ASVEL          | 16   | 9  | 7  | 1143 | 1138 | +5   |
| 3. | Real Madrid    | 16   | 9  | 7  | 1247 | 1197 | +50  |
| 4. | Ülker          | 16   | 7  | 9  | 1110 | 1168 | -58  |
| 5. | Alba Berlin    | 16   | 6  | 10 | 1144 | 1220 | -76  |
| 6. | Zadar          | 16   | 4  | 12 | 1064 | 1149 | -85  |

## Top 16
| Equipo 1       | Agr. | Equipo 2           | Ida   | Vuelta | 3er partido |
| -------------- | ---- | ------------------ | ----- | ------ | ----------- |
| Efes Pilsen    | 2–0  | CSKA Moscow        | 73–58 | 105–98 | {{{8}}}     |
| Žalgiris       | 2–0  | Ülker              | 76–62 | 93–82  | {{{8}}}     |
| ASVEL          | 2–1  | Cibona             | 95–63 | 68–79  | 74-70       |
| Olympiacos     | 2–0  | Varese Roosters    | 78–66 | 83–77  | {{{8}}}     |
| Fenerbahçe     | 0–2  | Real Madrid        | 81–89 | 74–85  | {{{8}}}     |
| Panathinaikos  | 0–2  | Teamsystem Bologna | 58–63 | 64–88  | {{{8}}}     |
| Kinder Bologna | 2–0  | Maccabi Elite      | 78–57 | 70–55  | {{{8}}}     |
| Union Olimpija | 1–2  | Pau-Orthez         | 72–63 | 57–74  | 57–64       |

## Cuartos de final
Los equipos mejor clasificados jugaban los partidos 2 y 3 en casa.
| Equipo 1           | Agr. | Equipo 2       | Ida   | Vuelta | 3er partido |
| ------------------ | ---- | -------------- | ----- | ------ | ----------- |
| Žalgiris           | 2–0  | Efes Pilsen    | 69–68 | 84–70  | {{{8}}}     |
| Olympiacos         | 2–0  | ASVEL          | 70–57 | 81–77  | {{{8}}}     |
| Teamsystem Bologna | 2–0  | Real Madrid    | 90–63 | 76–65  | {{{8}}}     |
| Pau-Orthez         | 1–2  | Kinder Bologna | 67–59 | 75–93  | 54–70       |

## Final Four

### Semifinales
20 de abril, Olympiahalle, Munich
| Equipo 1           | Resultado | Equipo 2       |
| ------------------ | --------- | -------------- |
| Žalgiris           | 87–71     | Olympiacos     |
| Teamsystem Bologna | 57–62     | Kinder Bologna |

### Tercer y cuarto puesto
22 de abril, Olympiahalle, Munich
| Equipo 1   | Resultado | Equipo 2           |
| ---------- | --------- | ------------------ |
| Olympiacos | 74–63     | Teamsystem Bologna |

### Final
| 22 de abril de 1999 | Žalgiris                                                               | 82–74                | Kinder Bologna                                                                    | |  |
|                     | Parciales: 45-30, 37–44                                                |                      |                                                                                   | |  |
|                     | Estadísticas Anthony Bowie 17 Anthony Bowie, Jiří Zídek 6 Tyus Edney 6 | Reporte Pts Reb Asts | Estadísticas 27 Antoine Rigaudeau 13 R. Nesterovič 3 R. Nesterovič, H. Sconochini | Pabellón: Olympiahalle, Munich Asistencia: 11.900 espectadores Árbitros: Carl Jungebrand (FIN), Iztok Rems (SLO) |  |

| Campeón de la Euroliga de la FIBA 1998–99 |
| ----------------------------------------- |
| Žalgiris 1.er título                      |

### Clasificación final
|  | Equipo             |
|  | ------------------ |
|  | Žalgiris           |
|  | Kinder Bologna     |
|  | Olympiacos         |
|  | Teamsystem Bologna |